# Jakow Bronin
Jakow Grigoriewicz Bronin (ros. Яков Григорьевич Бронин, ur.  1900, zm. 1984) – radziecki oficer, komisarz brygadowy (1936).
Członek RKPb od 1920. 
Od 1918 działacz związkowy, w 1922 wstąpił do Armii Czerwonej, był działaczem politycznym, redaktorem szeregu gazet i dzienników wojskowych. W 1930 ukończył Instytut Czerwonej Profesury. Od 1930 roku służył w Zarządzie Wywiadu Armii Czerwonej. W latach 1930-1933 pracował jako wywiadowca w Niemczech. Od 1933 prowadził nielegalny wywiad w Chinach, w latach 1934-1935 był rezydentem wywiadu w Szanghaju. W 1935 został aresztowany przez władze chińskie, a w 1937 roku został zwolniony w wyniku wymiany za syna Czang Kaj-szeka, którego aresztowano w Swierdłowsku. W 1036 mianowany komisarzem brygadowym. Od 1937 roku pracował w centralnym aparacie Zarządu Wywiadowczego Armii Czerwonej, wykładał w wojskowych placówkach kształcenia. 
W 1949 został aresztowany w związku ze sprawą Żydowskiego Komitetu Antyfaszystowskiego i był więziony do 1955. Od 1956 pracownik Instytutu Światowej Ekonomiki i Stosunków Międzynarodowych imienia J.M. Primakowa Rosyjskiej Akademii Nauk .